# 新西兰人
新西兰人是与新西兰有联系，拥有共同的历史、文化和语言（新西兰英语和/或毛利语）的人。新西兰公民来自于许多不同的民族与国家，其国籍受新西兰国籍法管辖。
新西兰人族群最初仅由土著毛利人组成。自19世纪以来，人口的种族构成一直由欧洲裔新西兰人占多数，其中主要包括苏格兰、英国、威尔士和爱尔兰血统的新西兰人。其他欧洲和西亚裔在人口中的比例较小，包括希腊人、土耳其人、意大利人、黎巴嫩人以及其他的阿拉伯人、德国人、荷兰人、斯堪的纳维亚人和南斯拉夫人。西欧血统的人在新西兰的人口结构中占主要地位。今天，新西兰的人口种族构成正在经历变化。新一波的移民潮、更高的出生率和越来越多的异族通婚导致新西兰的毛利人、亚裔、太平洋岛民和混血血统人口以比以往更高的速度增长，其增长率高于纯欧洲血统的人。目前预计这些群体在未来将占据总人口的更大比例。新西兰的常住人口估计约为5,084,300人。2013年新西兰人口普查调查的人群中有超过100万新西兰人出生在海外。到2021年，估计有超过四分之一的新西兰人出生在国外。在新西兰人口构成中迅速增加的族群既包括已有成熟社区的印度人和中国人，也有新生的非洲裔新西兰人（例如西非人、索马里人、津巴布韦人、埃塞俄比亚人以及来自美国和英国社区的人）。
虽然大多数新西兰人都是新西兰的居民，但新西兰也有着大量的侨民，总共估计约有750,000人。其中，约有640,800人居住在澳大利亚（2013年六月的估算），相当于新西兰常住人口的12%。海外的新西兰人主要集中在其他英语国家，特别是英国、美国和加拿大，其他地方的人数较少。 
尽管其人口由多个民族组成，但大多数新西兰人的共同文化也可以被称为新西兰主流文化。它是一种主要源自于英国和其他北欧殖民者、定居者和移民的传统西方文化。它还包括了毛利文化的影响。20、21世纪期间来自亚洲的大规模移民，包括华裔与印度裔新西兰人，也为新西兰文化引入了多种元素；现在，每10个新西兰人中就有1个是中国人或印度人。

## 种族分布
| 民族   | 人口      | 占新西兰总人口的百分比 |
| ------ | --------- | ---------------------- |
| 欧洲人 | 2,216,886 | 91.8                   |
| 毛利人 | 167,086   | 6.9                    |
| 其他   | 31,012    | 1.3                    |
| 总共   | 2,414,984 | 100                    |

| 民族           | 人口      | 占新西兰总人口的百分比 |
| -------------- | --------- | ---------------------- |
| 欧洲人         | 2,969,391 | 74.0                   |
| 毛利人         | 598,602   | 14.9                   |
| 亚洲人         | 471,708   | 11.8                   |
| 太平洋岛民     | 295,941   | 7.4                    |
| 中东/南美/非洲 | 46,956    | 1.2                    |
| 其他           | 67,752    | 1.7                    |
| 总共           | 4,242,048 | 100                    |

上表显示了1961年人口普查与2013年人口普查的最新数据的比较。在新西兰的420万人口中，欧洲裔占大多数，在2013年有2,969,391人，占总人口的74.0%。拥有全部或部分毛利血统的新西兰人占14.9%。剩余的其他族群主要由亚洲人和太平洋岛民组成。

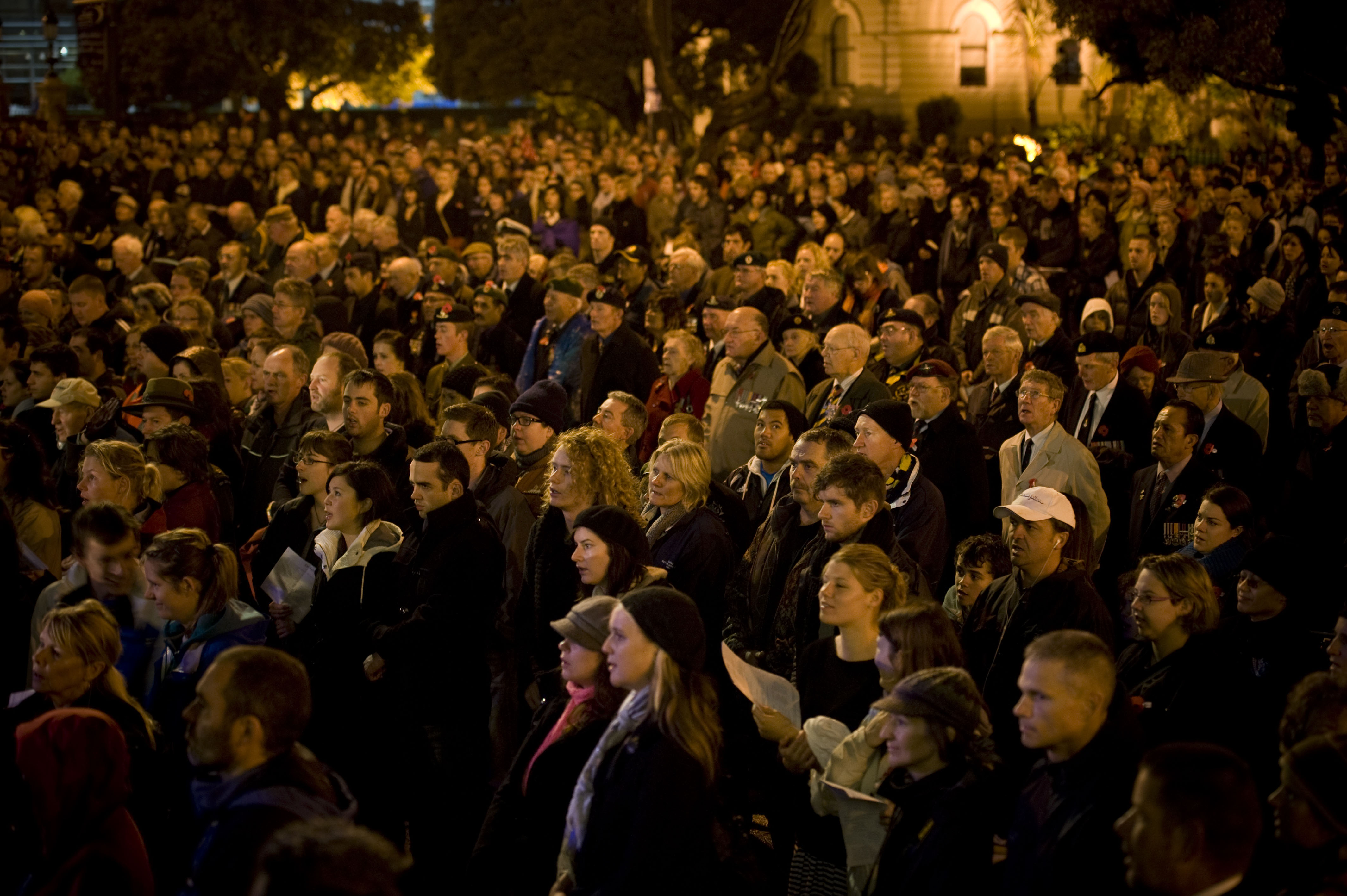
人们在澳新军团日于惠灵顿纪念碑进行的晨间祷告，2011

## 种族和民族关系

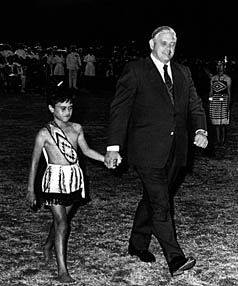
1973年的怀唐伊日，诺曼·柯克总理与一名毛利男孩手牵手散步

新西兰政府对于毛利人与非毛利人关系的政策持续恶化了种族关系。自1840年之后，许多与主权和土地所有权有关的问题仍未得到解决。不仅如此，在毛利人住在农村社区的很长一段时间，这些问题都被政府所忽视了。当毛利人和帕克哈人社区与欧洲人社区开始更接近地生活时，“新西兰拥有世界上最好的种族关系”这一观点受到了考验。新西兰的第一位种族关系调解员于1971年被任命，以帮助解决新西兰人之间的种族歧视。
1970年代，对《怀唐伊条约》的违反愈演愈烈。怀唐伊法庭于1975年被设立并开始负责审理受报告的违规行为，并于1984年被授权以审判历史上（直到1840年）曾发生过的违规行为。

## 文化
新西兰文化本质上是一种受到岛屿独特环境和地理隔离的影响的西方文化。其也受到了毛利人的文化输入以及英国殖民新西兰后的各种多民族移民浪潮的影响。英国定居者带来了蓬勃发展的法律、政治和经济体系，以及改变了新西兰地貌环境的英国农业体系。英国人还带来了新教工作伦理——勤劳的新移民让当时的毛利人感到了惊讶；而外来定居者也认知到了毛利人文化中的运动能力、音乐性和勇气。

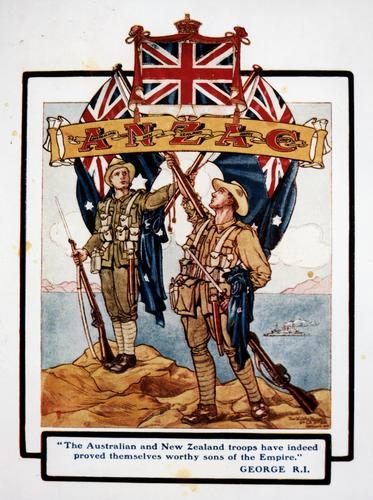
第一次世界大战期间，加里波利之战后的澳新军团部队绘画

与英国殖民者身份独立的新西兰人身份与民族特征的发展通常被归因到第一次世界大战前后的时期。这场战争带来了澳新军团精神的概念。然而，新西兰和英国之间的文化联系是通过共同语言、来自英国的持续移民以及许多年轻的新西兰人在英国度过的“海外体验”来维持的。由于两国具有共同的历史、文化和地理特征，新西兰人的身份也与澳大利亚人有着紧密的联系。

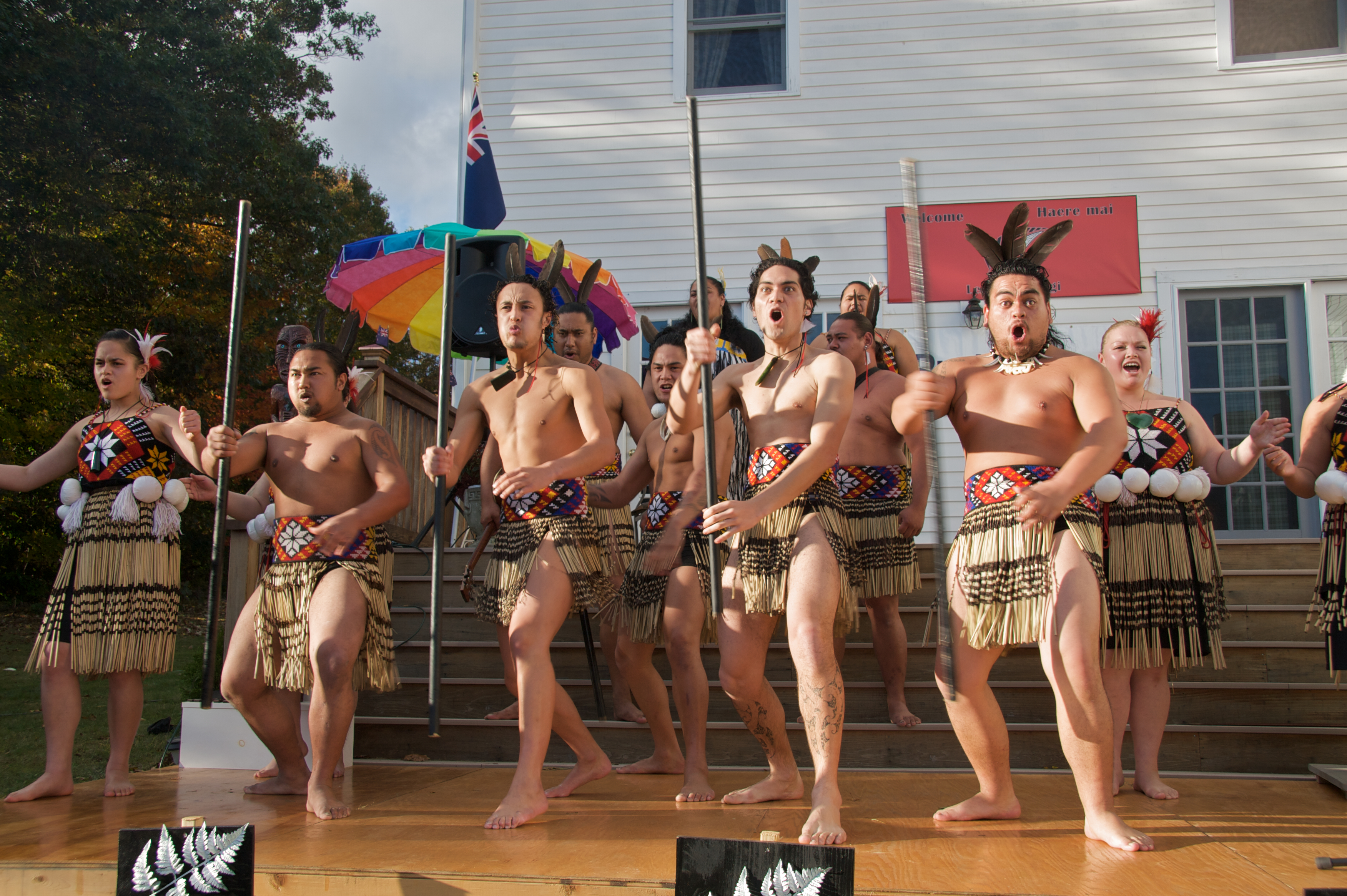
一种称为哈卡舞的毛利战舞

### 国家拟人形象

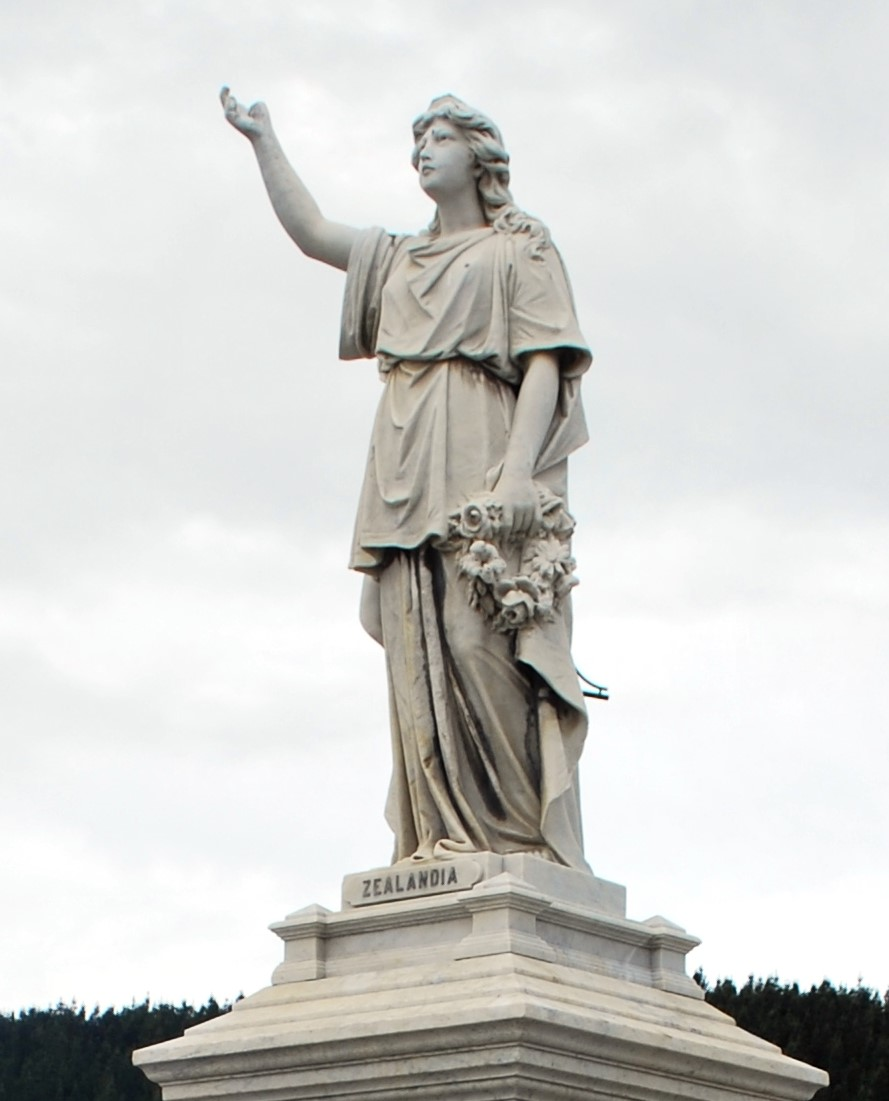
作为第二次布尔战争纪念碑在帕默斯顿的西兰迪亚雕像。

西兰迪亚是新西兰和新西兰人眼中的国家化身。在她的刻板印象中，西兰迪亚被表现为一位身着飘逸长袍的欧洲血统女性。她的着装和外貌与不列颠尼亚（英国的女性化身）相似，人们也称后者为西兰迪亚的母亲。
作为一种对新西兰民族身份的唤起，西兰迪亚最常出现在20世纪上半叶的邮票、海报、卡通、戰爭紀念建築和新西兰政府的出版物上。这个拟人化形象也频繁出现在了1939年和1940年在惠灵顿举办的新西兰百年展上。同时，新西兰也有两座大型西兰迪亚雕像以作为纪念第二次布尔战争中的伤亡的战争纪念碑：一座位于怀马特，另一座位于帕默斯顿。一些较小的雕像存在于博物馆和私人手中。
出现在新西兰国徽左侧的女性形象被确定为穿着“剪裁睡衣”的西兰迪亚。

### 语言
英语是新西兰人使用的主要语言，也是新西兰事实上的官方语言。根据2013年新西兰人口普查显示， 有96.1%的新西兰人会说英语。该国的法定官方语言是毛利语（Te Reo）和新西兰手语（NZSL）。一些少数民族社区也使用其他语言。

### 宗教

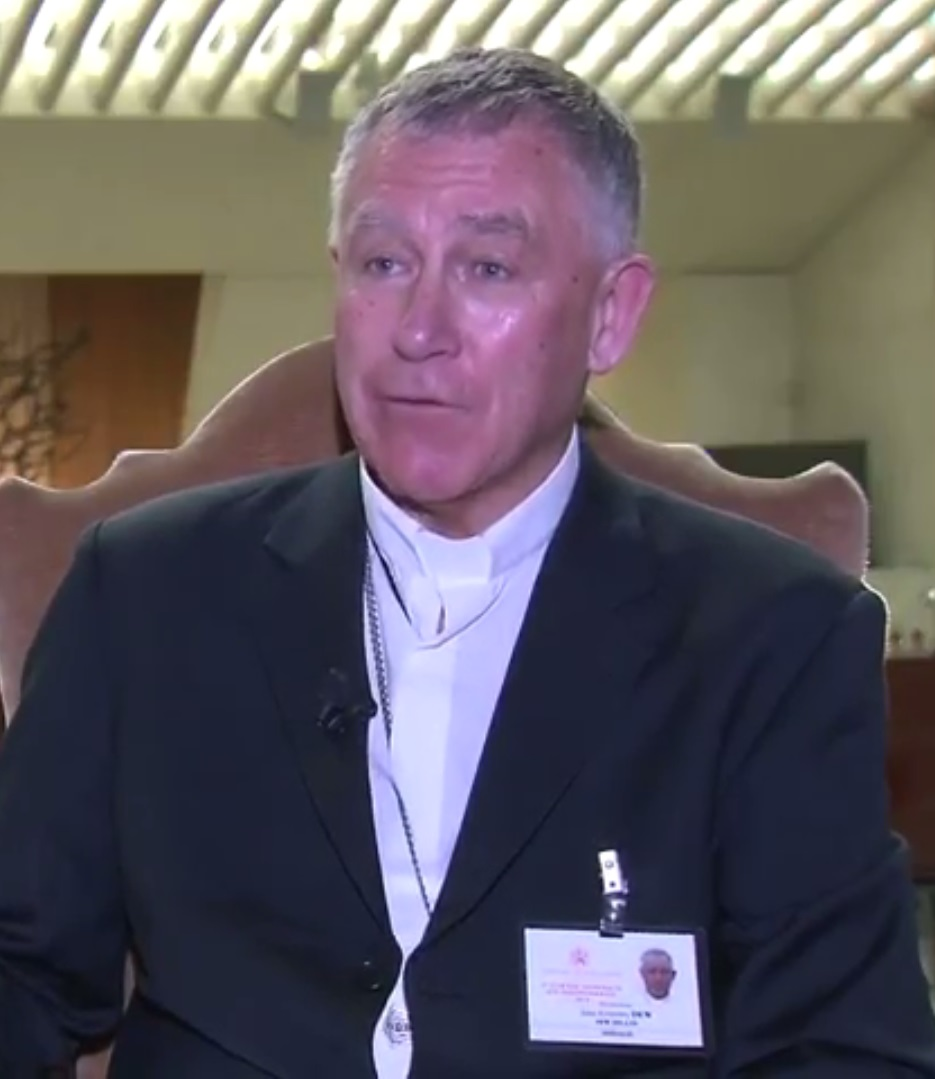
约翰·杜是惠灵顿的罗马天主教大主教与红衣主教

在2013年的人口普查中，新西兰只有不到一半的人口宣布自己信仰基督教。然而，一般人的教堂出席率可能接近15%。在欧洲人殖民之前，土著毛利人多数信仰万物有灵论的本土宗教，然而在塞缪尔·马斯登等传教士的努力下，大多数毛利人皈依了基督教。
自1851年以来，新西兰人口普查就包括了宗教信仰的相关问题。在新西兰，解释宗教信仰数据所面对的众多复杂问题之一是很多人拒绝了回答这个问题。在2013年大约有173,000人拒绝了回答自己的宗教信仰。在宗教问题上，大多数的百分比报告是基于回答了这个问题的人口总数，而不是受调查的总人口。